# Далеминци
Далеминци или Гломачи (глсрп. Głomačenjo, лат. Daleminci) је лужичкосрпско племе, које је живело у средњем току Лабе.
Л. Нидерле је сматрао да су разлози за промену имена Далеминаца су тајанствени. Могуће је да су на територији древних Далеминаца касније узнапредовали су Гломачи, па је старо име замењено новим. Лингвиста О. Трубачов је сматрао да етноним Далеминци има илировенетско порекло: од илирског Dalmatae — „овчији (пастири)”.
 Археолог В. Седов је сматрао да је етноним Далеминци припада племену прашко-корчакског порекла, а име Гломачи је повезано са Словенима рјусенске културе, који су се преселили овде касније.

## Историја
Далеминци су први пут споменути 805. године, кад су поражени од Франака, а њихов краљ Семела је требало да преда таоце. Далеминци су живели у плодном подручју између река Гросе Редер и Фрајбергер Мулде, између данашњег Мајсена и Штреле. Њихова насеља су се налазила поред Лабе и западних притока Мулдеа близу Гриме. Далеминци су били одвојени од суседних племена дубоким шумама. Од 11. века насеља Далеминаца су се проширивала према северу и истоку, јужна граница њихове територије била је стална. Западно подручје поред Гриме у 10. веку су добили Хутичани. Према „Баварском географу” средином 9. века Далеминци (Talaminzi) имали су 14 градина. Племенски центар почетком 10. века била је градина Гана (споменута 929. године). Далеминци су имали врсту коњаника (Wethenici), који се помињу од друге половине 10. века. Мерсебуршки бискуп Титмар је извештавао да је племе Гломача обожавало језера и изворе, и прорицало на обали светог језера Glomuzi код Ломацша уз помоћ крви и пепела.

### Борба са Францима и Немцима
У 9. и 10. веку током 70 година Далеминци су се бранили од источнофраначких и саксонских освајача. Диденгофенским капитуларом 805. године Карло Велики је забранио продају оружја у земље Словена и Аварима, као и војни походи против Чеха и Геневара источно од Магдебурга и у земљу Далеминаца (Demelchion). Од 850. године Далеминци, заједно с неким другим лужичкосрпским племенима, били су независни и политички самостални. Од 883. године већина лужичкосрпских племена источно од Залеа током 12 година била су део Велике Моравске, којој су платила данак. У другој половини 9. века учествовали су у устанцима лужичкосрпских племена. Саксонски војвода Хенрик без успеха борио се против Далеминаца 905. и 906. године. Године 929. Хенрик напао је Далеминце: после двадесетодневне опсаде племенског центра Гане, његово одрасло становништво било је потпуно убијено, а жене и деца су одведени у ропство. Овај напад је сломио моћ Далеминаца. Исте године, да појача своју моћ, Хенрик I основао је на обали Лабе тврђаву Мајсен, која је требало да постане упориште за будуће походе у земљу Лужичких Срба. Од тада је почело укључивање Словена у Мајсенску марку. Године 971. Далеминци, заједно с Нижанима, Милчанима и Лужичанима, платили су десетину Мајсенској епископији робовима.
Око 1500. године језик Далеминаца је потиснут немачким колонистима.
- Далеминци-Гломачи на карти лужичкосрпских племена 9. и 11. века
- Далеминци средином 9. века према „Баварском географу”
- Место, где је некад било свето језеро Далеминаца —